# آندریا تومیولو
آندریا تومیولو (انگلیسی: Andrea Tummiolo؛ زادهٔ ۲۰ مارس ۱۹۸۴) بازیکن فوتبال اهل ایتالیا است.
از باشگاه‌هایی که در آن بازی کرده‌است می‌توان به باشگاه فوتبال مسینا اشاره کرد.